# Бовецкий сыр
Бовецкий сыр (словен. Bovški sir) — твёрдый сыр, изготавливаемый из овечьего молока с допустимым небольшим добавлением козьего или коровьего (не более 20%). Традиционная рецептура известна на территориях, относящихся к современной общине Бовец на северо-западе Словении, несколько столетий. Первое письменное упоминание относится к 1756 году. В 2012 году Европейская комиссия присвоила продукту статус PDO (Защищённое наименование места происхождения).
Для изготовления сыра используют молоко овец породы Bovška Ovča, которую издавна разводят в долине реки Соча. Берут молоко утреннего надоя с температурой 35—36 °С. После добавления сывороточного альбумина творожную массу дополнительно измельчают и спрессовывают. Солят сухим способом. Сыр дозревает около 2 месяцев при температуре 14—19 °С и влажности воздуха 75—80 %. Головки гладкой формы от 2,5 до 4,5 килограмма. Сыр имеет эластичную текстуру с редкими дырочками размером с горох. Аромат интенсивный, вкус слегка острый, пикантный. Жирность составляет 45 %.
Отмечается как один из лучших видов альбуминных сыров. Употреблять рекомендуется в виде нарезки на закуску или в качестве десерта с винами из винограда «риболла джалла».